# Изабела (Оклахома)
Изабела (енгл. Isabella) насељено је место без административног статуса у америчкој савезној држави Оклахома.

## Демографија
По попису из 2010. године број становника је 136.
| Група             | 2000.    | 2010.       |
| Белци             | 0 (0,0%) | 116 (85,3%) |
| Афроамериканци    | 0 (0,0%) | 0 (0,0%)    |
| Азијати           | 0 (0,0%) | 0 (0,0%)    |
| Хиспаноамериканци | 0 (0,0%) | 13 (9,6%)   |
| Укупно            | 0        | 136         |